# フォーマルクライン
株式会社フォーマルクラインは、福岡県福岡市博多区に本社を置く、化粧品、健康食品、及び医薬部外品の通信販売の会社。

## 概要
東洋新薬の創業者である服部利光が、東洋新薬の独自成分である「高濃度フラバンジェノール®」を配合した化粧品を販売するため、2006年9月にフォーマルクラインを設立。 社名のフォーマルクラインは、フォーマル(＝正統)、クライン(＝こまやかな)から名付けられた。

## 沿革
2006年 - 株式会社東洋新薬の100％出資会社として株式会社フォーマルクライン設立
2007年 - HDI-Japan（ヘルプデスク協会）にて、お客様お問い合わせセンターが最高評価の三ツ星を獲得
2010年 - 高濃度フラバンジェノール®配合化粧品発売
2018年  -  「7日間集中ケアセット」が2018日本パッケージングコンテストにおいて輸送包装部門賞を受賞
2021年  -  Jリーグクラブ「サガン鳥栖」とスポンサー契約を締結
2022年  -  福岡の医療・介護・福祉・幼児教育機関に従事するエッセンシャルワーカーへ商品を無償提供
2023年  -  IMP. がクッションファンデーションをYouTubeチャンネルで紹介

## 事業所
- 本社・福岡県福岡市博多区
- 東京オフィス・東京都渋谷区